# Dinoplatypus
Dinoplatypus är ett släkte av skalbaggar. Dinoplatypus ingår i familjen vivlar.

## Dottertaxa tillDinoplatypus, i alfabetisk ordning[1]
- Dinoplatypus acutidentatus
- Dinoplatypus aduncus
- Dinoplatypus agathis
- Dinoplatypus agnatus
- Dinoplatypus algosus
- Dinoplatypus anthocephali
- Dinoplatypus biuncus
- Dinoplatypus brevis
- Dinoplatypus calamus
- Dinoplatypus cavus
- Dinoplatypus chevrolati
- Dinoplatypus cupulatulus
- Dinoplatypus cupulatus
- Dinoplatypus decens
- Dinoplatypus falcatus
- Dinoplatypus forficula
- Dinoplatypus hamatus
- Dinoplatypus javanus
- Dinoplatypus lepidus
- Dinoplatypus longicollis
- Dinoplatypus luniger
- Dinoplatypus malaisei
- Dinoplatypus maritimus
- Dinoplatypus noonadanae
- Dinoplatypus omega
- Dinoplatypus pallidus
- Dinoplatypus perbrevis
- Dinoplatypus piniperda
- Dinoplatypus pseudocupulatus
- Dinoplatypus tenuis
- Dinoplatypus tenuissimus
- Dinoplatypus tetracerus
- Dinoplatypus triplurus
- Dinoplatypus umbraticus
- Dinoplatypus uncinatus